# Microrégion d'Alto Araguaia

Localisation de la microrégion d'Alto Araguaia

La microrégion d'Alto Araguaia est l'une des quatre microrégions qui subdivisent le sud-est de l'État du Mato Grosso au Brésil.
Elle comporte 3 municipalités qui regroupaient 25 796 habitants en 2006 pour une superficie totale de 10 593 km2.

## Municipalités[1]
- Alto Araguaia
- Alto Garças
- Alto Taquari